# J'ai tué ma mère
J'ai tué ma mère è un film drammatico del 2009 scritto, diretto e interpretato da Xavier Dolan.

## Trama
Hubert Minel è un ragazzo canadese di diciassette anni che vive nella periferia di Montréal con sua madre Chantale, che ha divorziato dal marito – padre di Hubert – quando era più giovane. Il ragazzo vede raramente il padre, e questo causa ostilità tra Chantale e suo figlio, che sembra detestare ogni atteggiamento della madre.
Un giorno, dopo un'abituale lite tra i due, Hubert finge con la propria insegnante, la signora Cloutier, dicendole che sua madre è morta da tempo. Presto Chantale e l'insegnante vengono a sapere della menzogna e ciò accresce la conflittualità tra madre e figlio: la relazione tra i due si deteriora ulteriormente quando, dopo l'iniziale assenso della madre al trasferimento del ragazzo in uno scassato monolocale per suo conto, Chantale cambia idea e glielo impedisce, ritenendolo troppo giovane.
In seguito Chantale scopre dalla madre del "migliore amico" di Hubert, Antonin, che quest'ultimo è in realtà il suo fidanzato.
Chantale sembra accettare l'omosessualità del figlio, ma è ferita dal fatto che suo figlio non abbia voluto parlargliene. In seguito entrambi i genitori di Hubert decidono di mandarlo a studiare in un collegio a Coaticook, contro la sua volontà. Dopo una notte trascorsa in un night club del luogo, pieno di droga e sesso, sotto l'effetto di anfetamina, Hubert torna dalla madre in metropolitana per dichiararle il suo affetto. Ma poco dopo, a casa, scopre di essere stato iscritto al collegio anche per l'anno successivo, il che fa nuovamente infuriare il ragazzo.
La mattina dopo, la donna porta Hubert sul posto di lavoro della madre di Antonin, una muratrice lavorante per un'azienda di vernici, per aiutare in giro a tinteggiare i muri di un capannone. Trascorsa l'intera giornata, la sera lui e Antonin, gli unici rimasti ancora lì, finiscono e si sdraiano stremati, ma felici: i due fidanzati si baciano e finiscono per fare sesso lì.
Hubert, più tardi a casa, dopo aver scoperto che la madre lo ha iscritto al collegio per l'anno seguente, ne distrugge la camera da letto. Dopodiché si calma e la risistema, posizionando ogni cosa al proprio posto.
Tornato a scuola, Hubert viene aggredito da due studenti del collegio.
Il ragazzo fugge con l'aiuto di Antonin, accorso lì, e si rifugia assieme a lui in un parco giochi a Montmagny, nel quale ha trascorso gran parte della sua infanzia, e dove presto viene raggiunto dalla madre preoccupata: qui i due si riabbracciano dopo chissà quanto tempo, finalmente rendendosi conto, nonostante tutto, di poter ancora salvare il proprio rapporto.

## Produzione

### Sviluppo
Xavier Dolan ha scritto la sceneggiatura all'età di sedici anni. In un'intervista con il quotidiano Le Soleil ha affermato che il film è in parte un'autobiografia.
Oltre a essere il regista, lo sceneggiatore e l'attore protagonista del film, Dolan è anche il principale produttore dello stesso. Avendo necessità di ulteriore denaro, ha chiesto aiuto alle compagnie Téléfilm Canada e SODEC. La prima ha rifiutato, mentre la seconda, nonostante un iniziale rifiuto, gli ha dato 400 000 dollari di sussidio.
In totale il film ha richiesto un budget di circa 800 000 dollari. Dolan ha affermato che il sistema di acquisizione di fondi è «un meccanismo di finanziamento obsoleto che tiene in ostaggio il patrimonio creativo del Québec».

## Distribuzione
Il film è stato mostrato in anteprima mondiale al Festival di Cannes il 18 maggio 2009 (dove è stato accolto con una standing ovation generale); è poi uscito nelle sale cinematografiche canadesi a partire dal 5 giugno 2009, mentre in Francia il 15 luglio dello stesso anno.
È stato proiettato in dodici sale in Québec e in sessanta sale in Francia.
In Italia è stato mandato in onda in prima visione dal canale Cielo il 7 giugno 2021 durante il ciclo "Pride", con il titolo italiano "Ho ucciso mia madre".

## Accoglienza

### Incassi
Il film, nonostante l'apprezzamento generale di critica e pubblico, è stato un insuccesso economico, poiché è arrivato a incassare globalmente soltanto 32 803 dollari, contro un budget di circa 800 000.

### Critica
Il film è stato generalmente ben accolto dalla critica: per esempio, sul sito web Rotten Tomatoes il film riceve il 73% delle recensioni professionali positive, con un voto medio di 7,5/10, basato su 23 recensioni.
Peter Howell del Toronto Star ha affermato che «ciò che lo rende straordinario è la sua profondità di sentimento, che è reso ancora più impressionante dall'età di Dolan: aveva appena 19 anni quando l'ha realizzato».
Peter Brunette dell'Hollywood Reporter l'ha definito un «film adolescenziale discontinuo ma divertente e audace, da parte di un talentuoso esordiente».
Addirittura Kevin Tierney, vicepresidente del cinema dell'Academy of Canadian Cinema and Television, ha criticato gli Academy Awards per aver trascurato il film, dicendo che questo rifiuto per la pellicola di Dolan è uguale a "essere mandato al tavolo dei bambini".

## Riconoscimenti
- 2009 - Festival di Cannes[11]
  - C.I.C.A.E. Award a Xavier Dolan

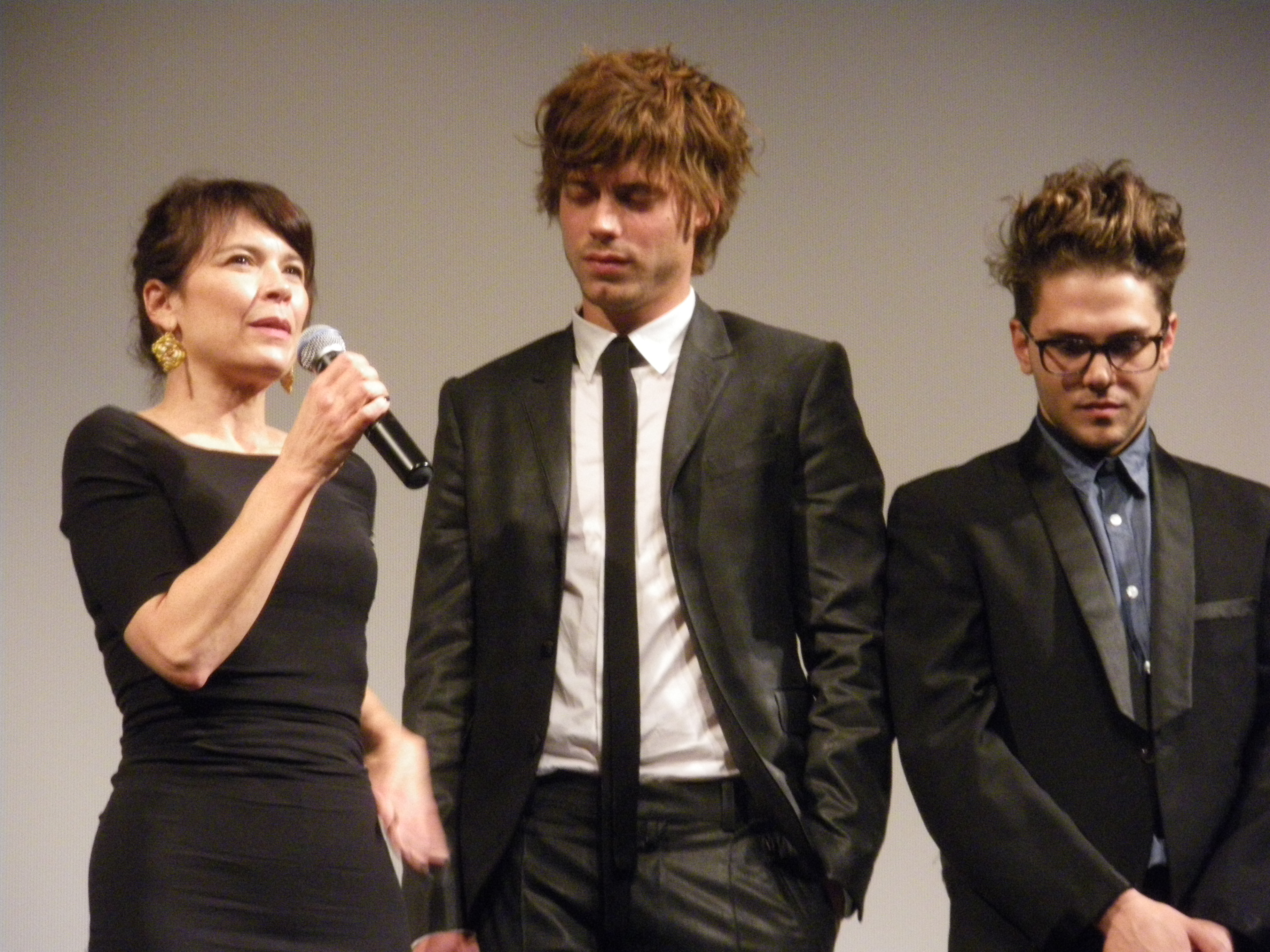
Anne Dorval, François Arnaud e Xavier Dolan al Toronto International Film Festival nel 2009

  - Prix Regards Jeune a Xavier Dolan
  - SACD Prize a Xavier Dolan
- 2009 - Premio César
  - Candidatura per il miglior film straniero a Xavier Dolan[12]
- 2009 - Zagreb Film Festival Award
  - Candidatura per il miglior film a Xavier Dolan
- 2009 - International Film Festival Rotterdam
  - Candidatura per il miglior film a Xavier Dolan
- 2009 - Reykjavík International Film Festival
  - Golden Puffin a Xavier Dolan
- 2009 - 2MORROW
  - Grand Prix a Xavier Dolan
- 2009 - Vancouver International Film Festival
  - Jury Prize per il miglior film canadese
- 2009 - Vancouver Film Critics Circle
  - Miglior attore canadese a Xavier Dolan
  - Miglior attore non protagonista canadese a François Arnaud
  - Miglior regista canadese a Xavier Dolan
  - Miglior film canadese a Xavier Dolan
- 2009 - Genie Awards
  - Claude Jutra Award